# Colección Arqueológica de Yria
La Colección Arqueológica de Yria es una colección o museo de Grecia ubicado en la isla de Naxos, situada en el archipiélago de las Cícladas. 
Esta colección contiene piezas procedentes de un antiguo santuario de Dioniso del yacimiento arqueológico de Yria, próximo a la ciudad de Naxos. Se estima que este lugar tuvo actividades de culto desde la época micénica, aunque el origen del templo de Dioniso se sitúa en la época arcaica. Entre las piezas de la colección se encuentran elementos arquitectónicos y ofrendas votivas.